# Égothèle d'Australie
Aegotheles cristatus
Espèce
Synonymes
- Caprimulgus cristatus Shaw, 1790
(protonyme)

Statut de conservation UICN

 LC  : Préoccupation mineure
L'Égothèle d'Australie (Aegotheles cristatus) est une espèce d'oiseaux de la famille des Aegothelidae.

## Répartition

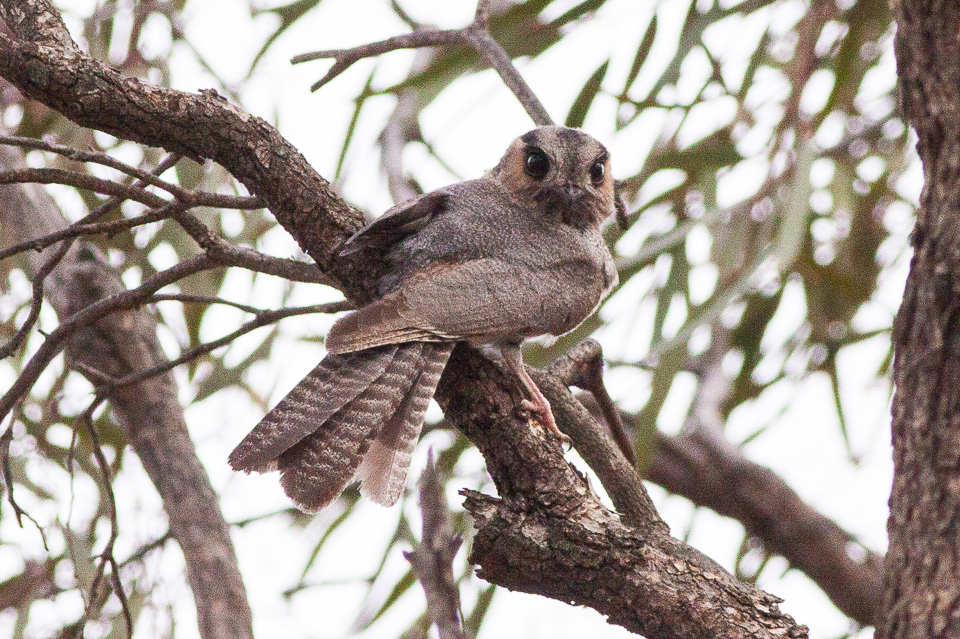

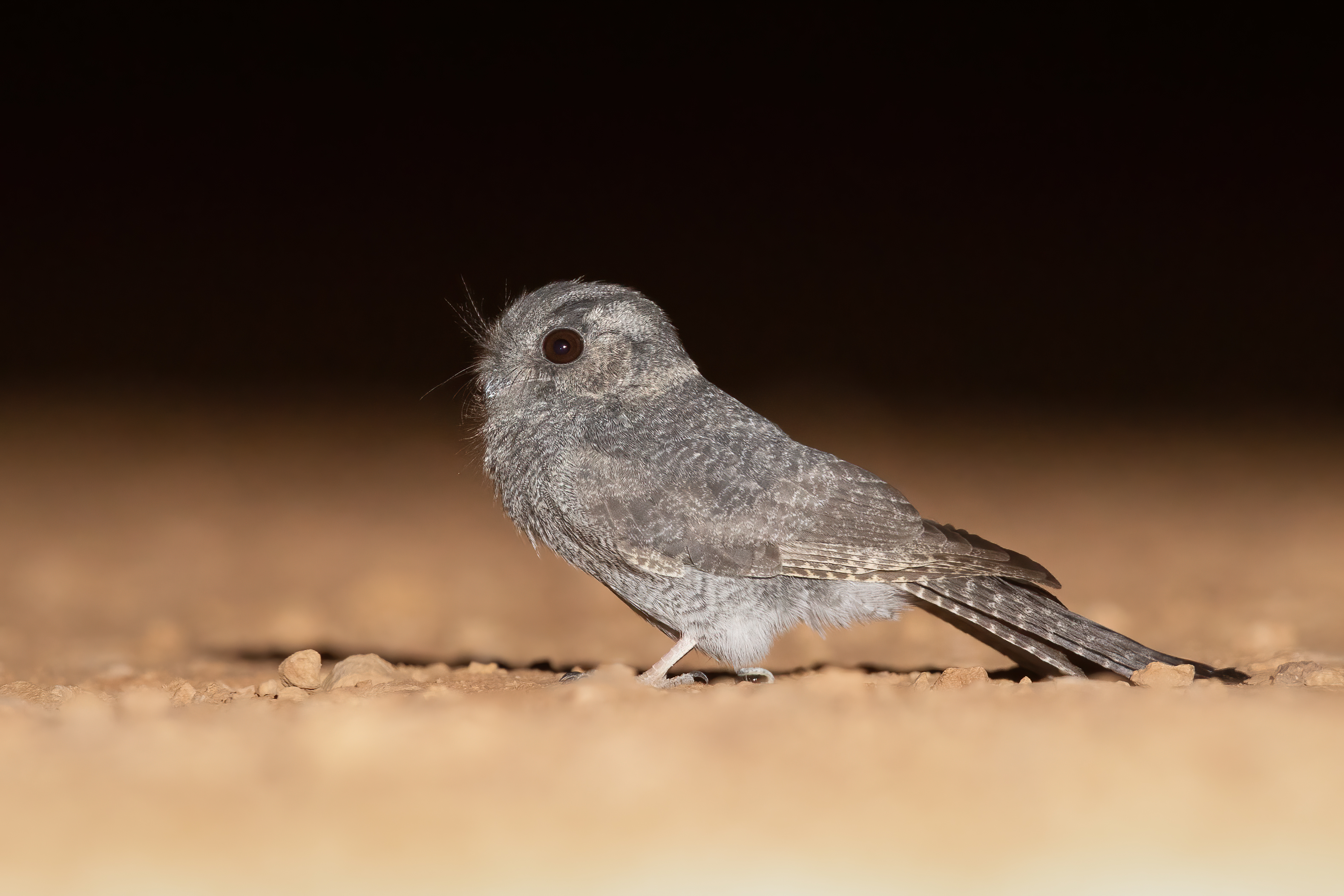
Ègothèle d'Australie en Nouvelle-Galles du Sud, Australie. Avril 2022.

Cette espèce vit en Australie et dans le Sud de la Nouvelle-Guinée.